# Gnaphosa basilicata
Gnaphosa basilicata är en spindelart som beskrevs av Simon 1882. Gnaphosa basilicata ingår i släktet Gnaphosa och familjen plattbuksspindlar.
Artens utbredningsområde är Italien. Inga underarter finns listade i Catalogue of Life.